# Petuchovo
Petuchovo (in russo Петухо́во?; anche traslitterato come Petuhovo) è una città della Russia, situata nell'oblast' di Kurgan, nella Siberia sudoccidentale. È il capoluogo del rajon Petuchovskij.
Non è molto distante dal confine con il Kazakistan.